# 本尼希海姆
本尼希海姆（發音：[ˈbœnɪçˌhaɪm] ⓘ）是德国巴登-符腾堡州斯图加特行政区路德维希堡县的城市，面积20.13平方千米，2023年12月31日人口为8,447人。